# Kaag en Braassem
Kaag en Braassem es un municipio de la provincia de Holanda Meridional en los Países Bajos. El municipio fue creado el 1 de enero de 2009 por la fusión de Alkemade y Jacobswoude. Cuenta con una superficie de 63,39 km², de los que 8,35 km² corresponden a la superficie ocupada por el agua. En marzo de 2015 tenía una población de 25.869 habitantes.
Forman el municipio diez pueblos: Hoogmade, Kaag, Leimuiden, Nieuwe Wetering, Oud Ade, Oude Wetering, Rijnsaterwoude, Rijpwetering, Roelofarendsveen, donde se encuentre el ayuntamiento, y Woubrugge. 

## Galería

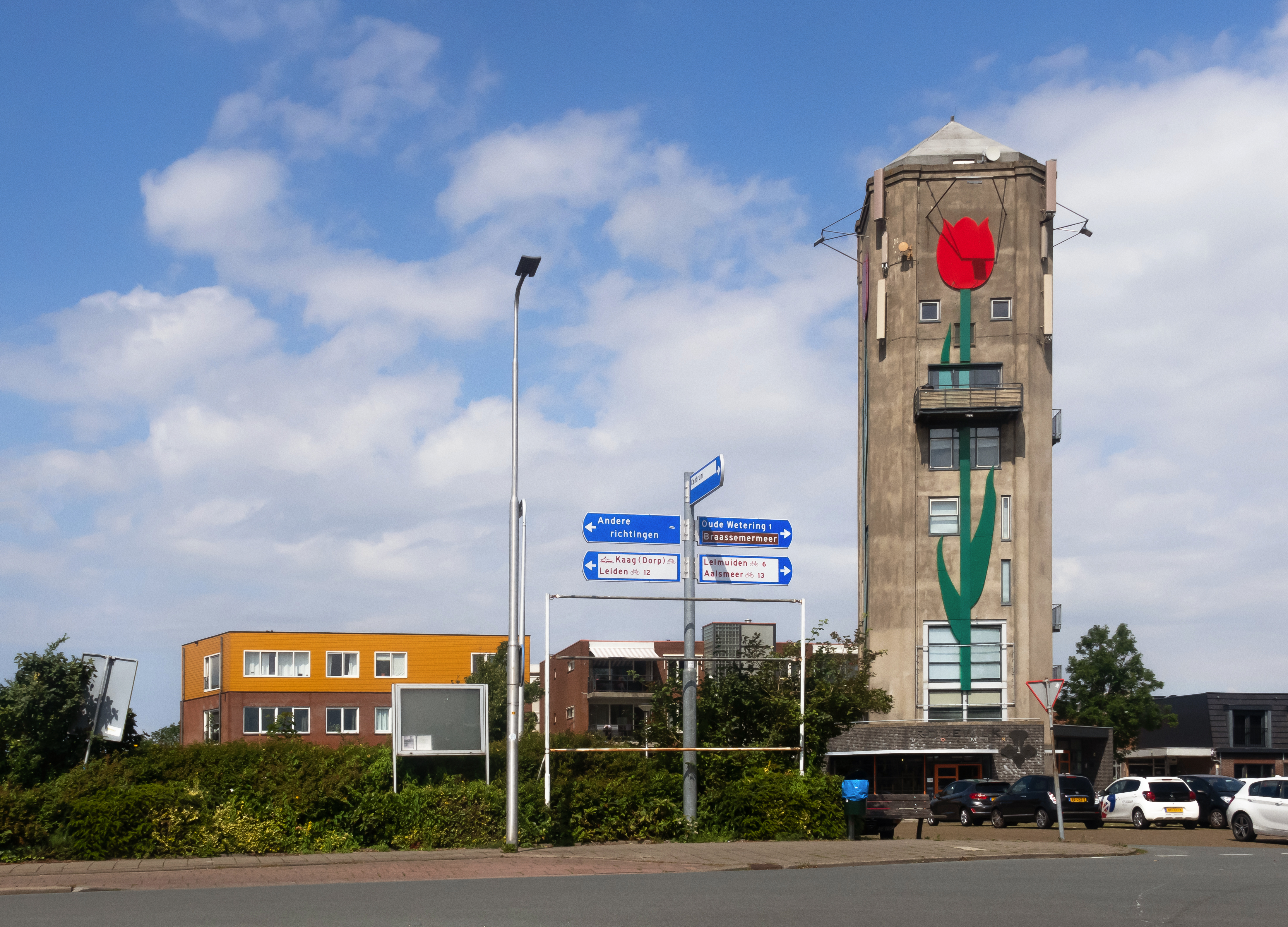
Roelofsarendsveen, la torre de agua en la calle
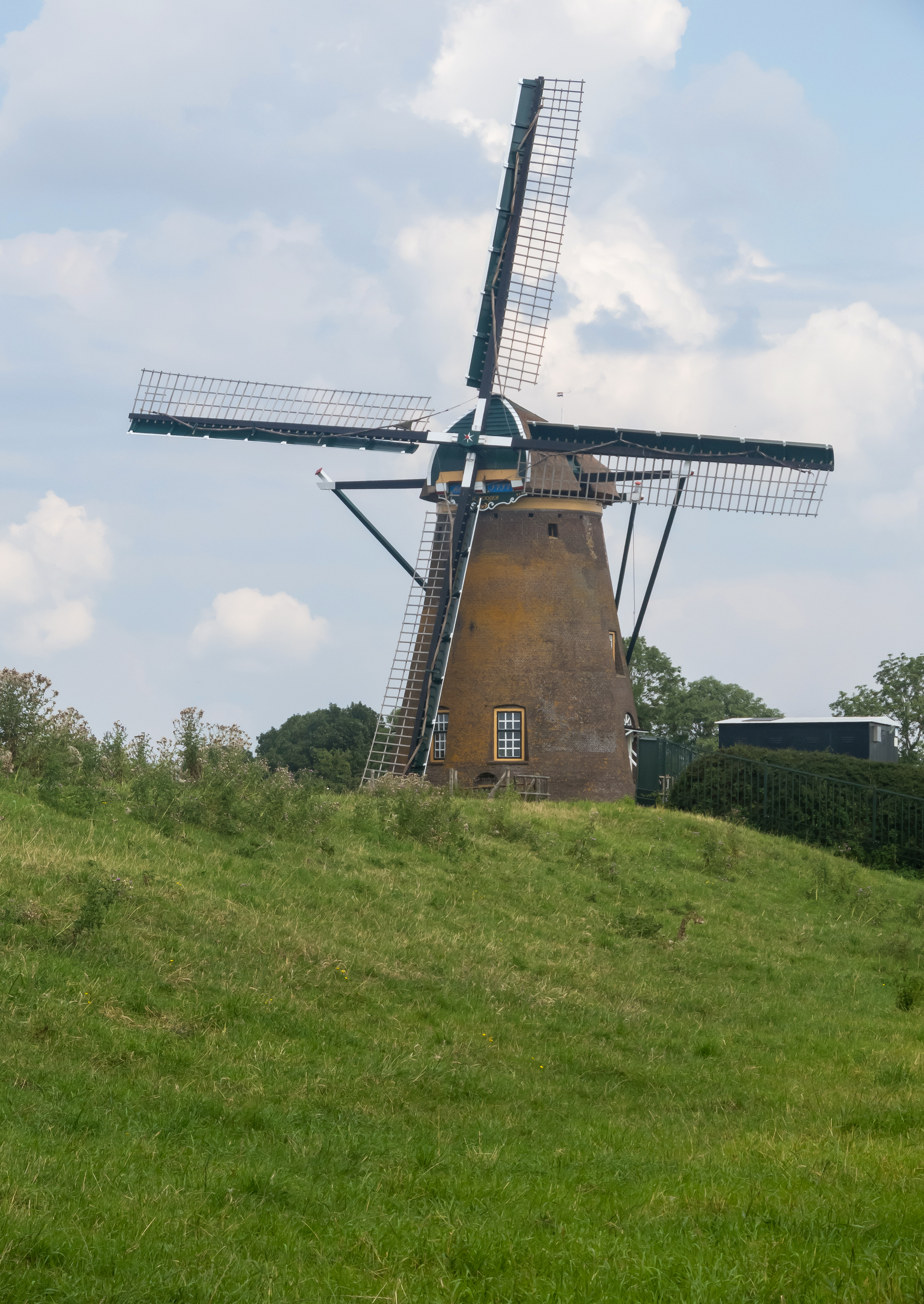
Roelofarendsveen, el molino: el Googermolem
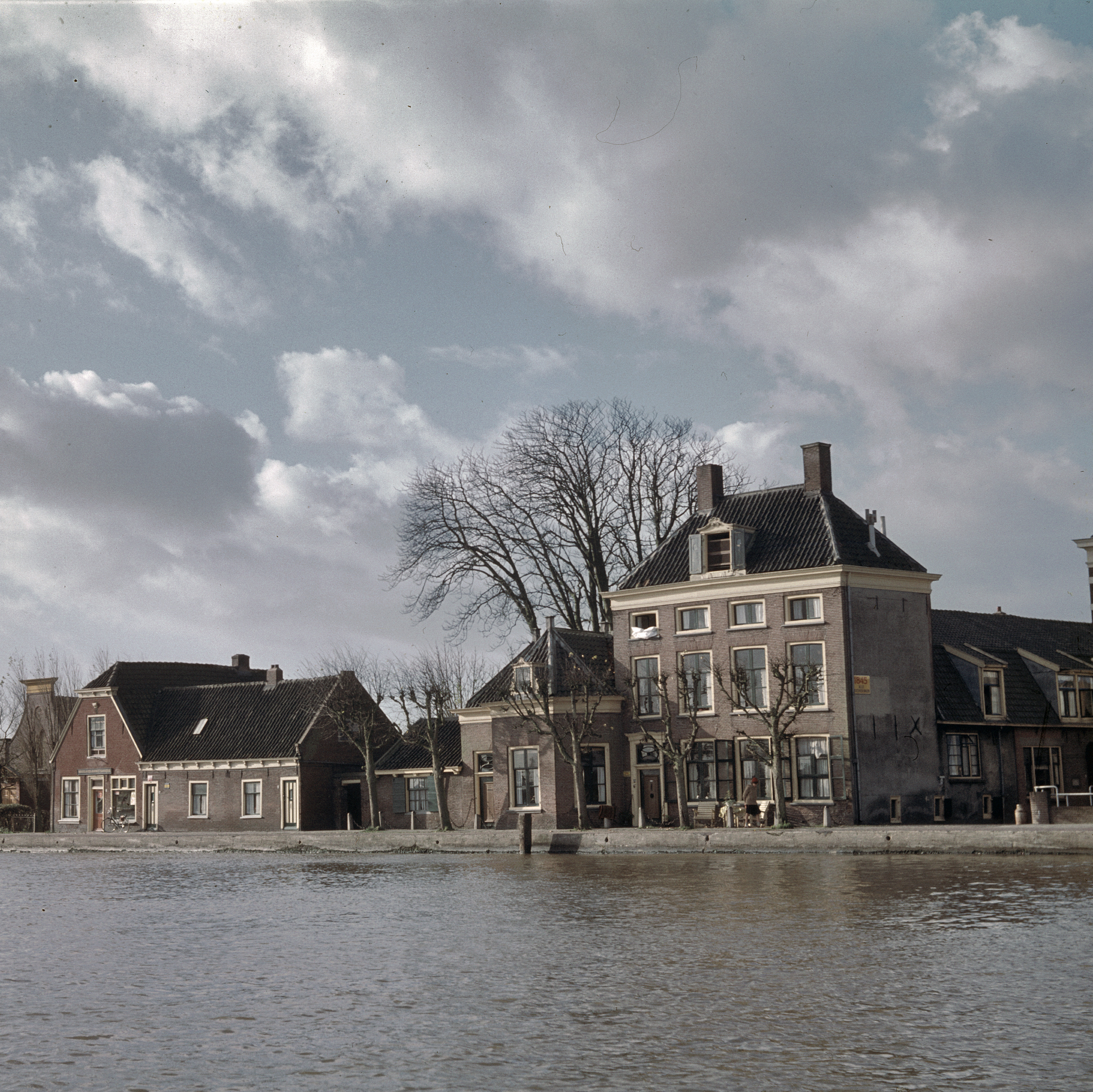
Oude Wetering
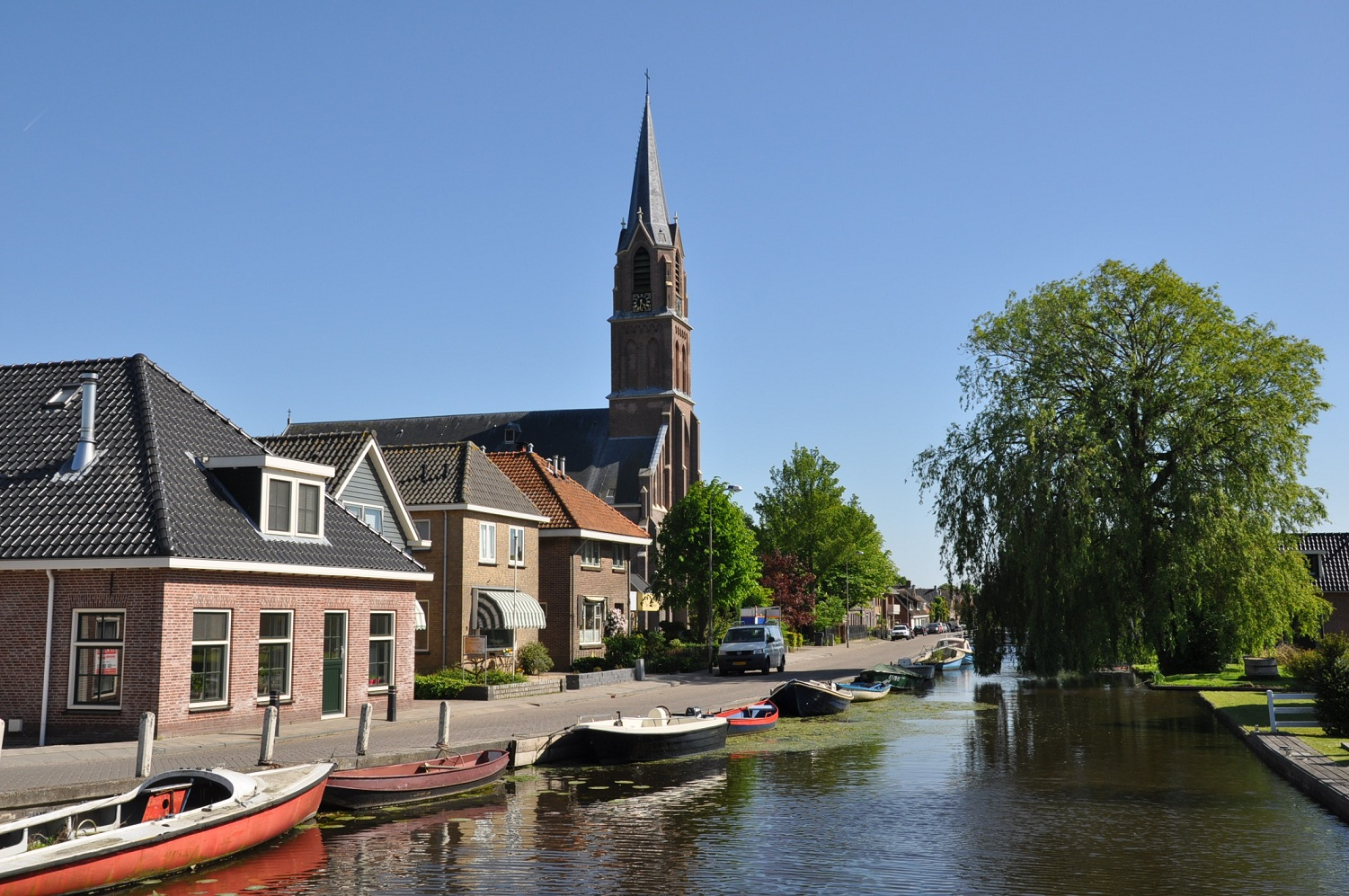
Rijpwetering
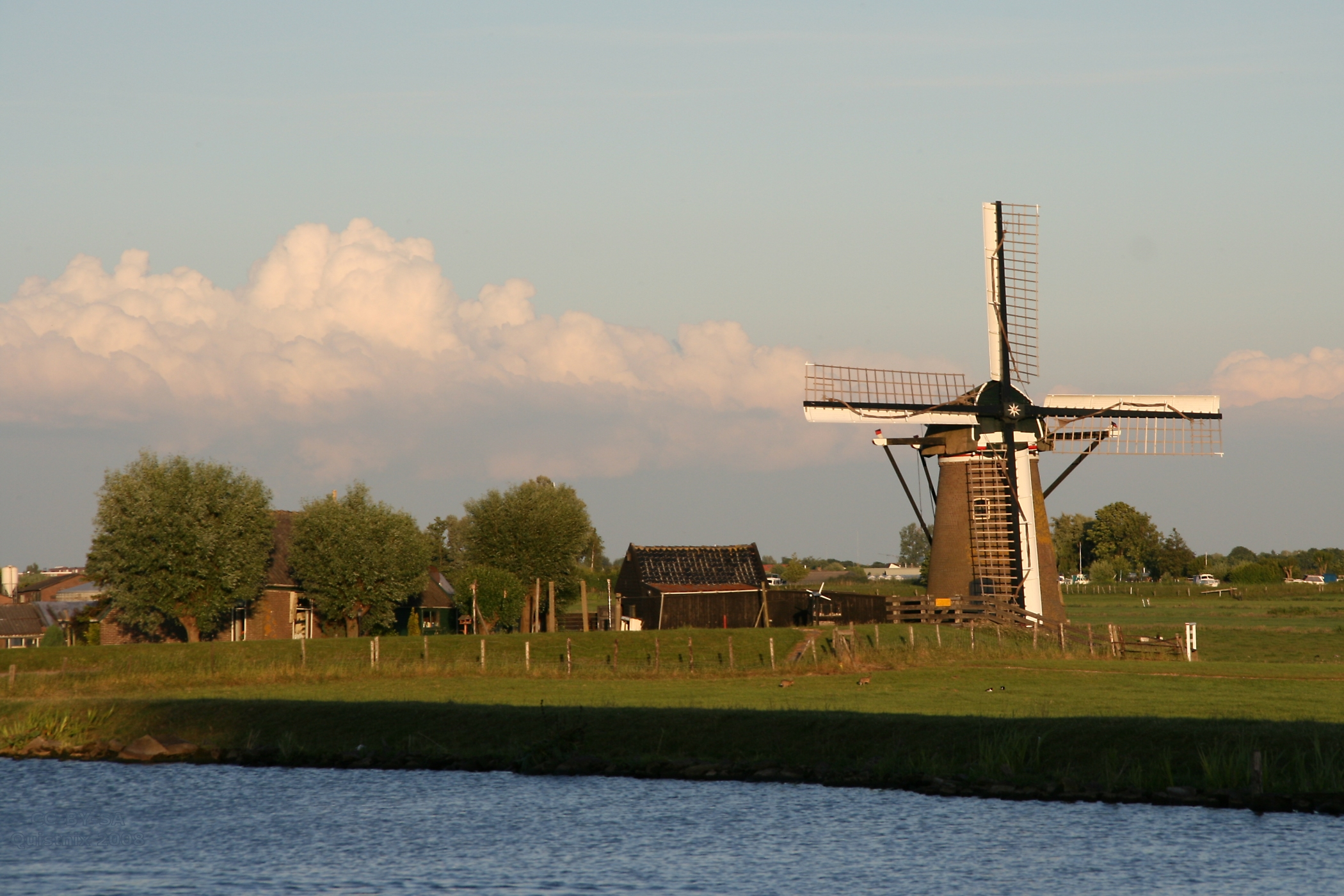
Rijpwetering: Adermolen
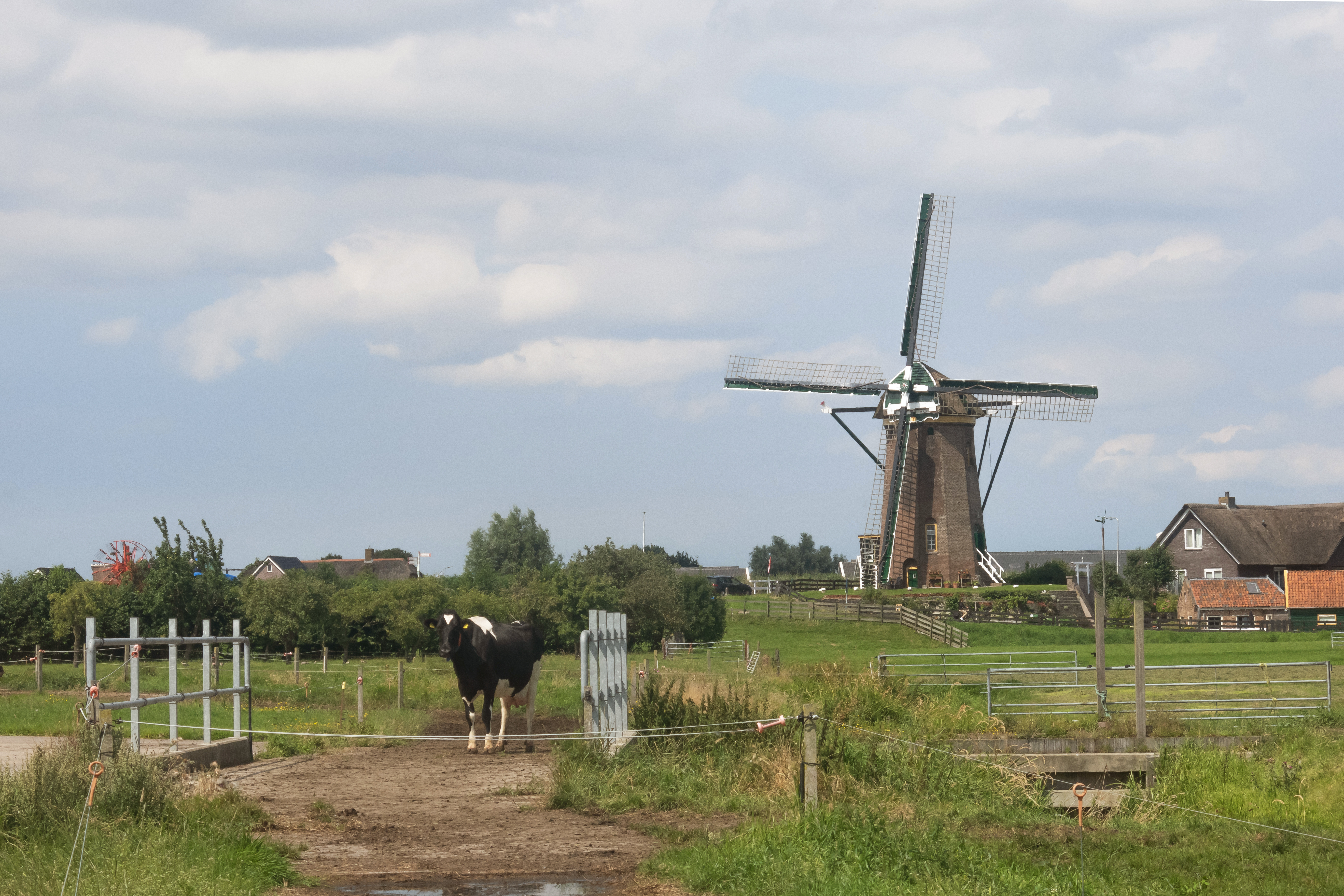
Rijpwetering, el molino: Lijkermolen no1
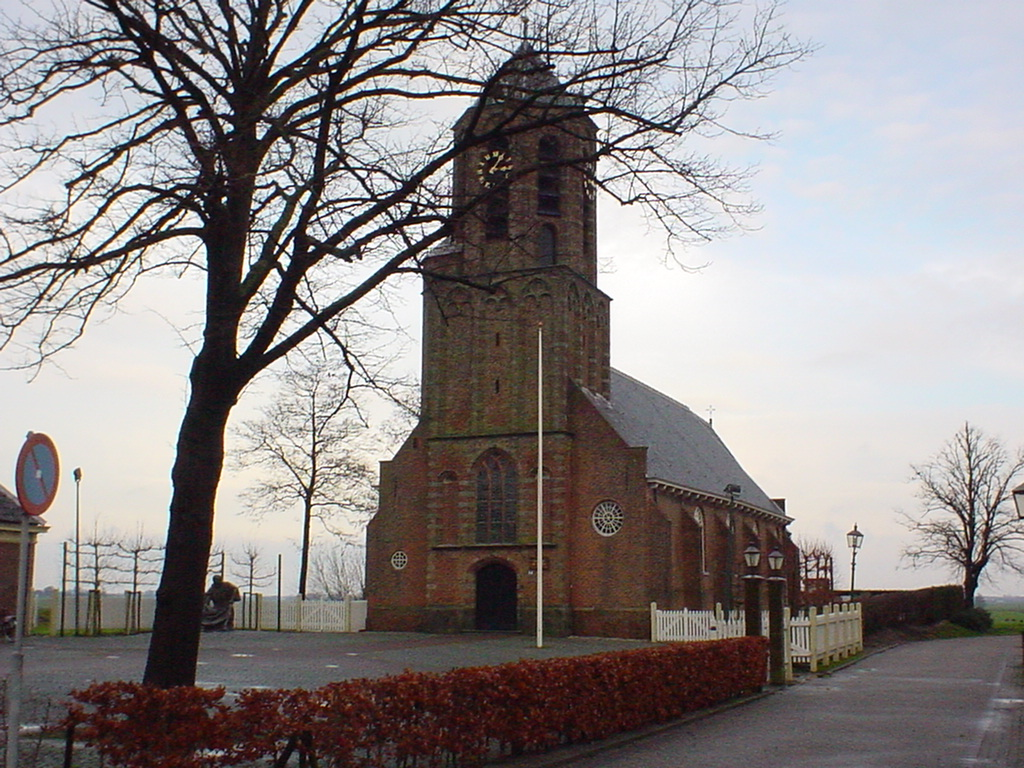
Iglesia de Rijnsaterwoude